# تتا خرس کوچک
تتا خرس کوچک یک ستاره است که در صورت فلکی خرس کوچک قرار دارد.